# Ahmed Ould Souilem
Ahmed Ould Souilem (Villa Cisneros, África Occidental Española, 1951) es un político y diplomático marroquí, nombrado embajador del Reino de Marruecos en España en abril de 2010, un año después de que abandonara el Frente Polisario, siendo ratificado por el rey marroquí en noviembre del mismo año durante el conflicto por el desalojo en el campamento saharahui de Agdaym Izik.
De familia vinculada al régimen franquista durante la colonización española del Sahara Occidental (su padre, Souilem Ould Abdallahi, fue alcalde de Villa Cisneros y procurador en Cortes), fue un activo miembro del Frente Polisario desde 1975, cuando organizó la huida de parte de la población civil de Villa Cisneros a los campos de refugiados de Tinduf, ocupando distintos puestos de responsabilidad en la organización en sus representaciones ante el exterior. Fue representante del mismo en Guinea-Bisáu, Panamá y Angola y desde 2000 a 2009, fue asesor para América Latina del líder del Frente Polisario, Mohamed Abdelaziz, con quién mantuvo serias diferencias desde 2008.
El 29 de julio de 2009 se hizo pública su renuncia al Frente Polisario y su establecimiento (regreso, según las autoridades marroquíes) en Marruecos, lo que se comunicó oficialmente por el gobierno alauíta. El Rey, Mohamed VI, lo recibió al día siguiente en su palacio de Tánger. Al tiempo, Ahmed Souilem hizo público su apoyo al monarca y a la oferta de este en 2007 para el establecimiento de un régimen autonómico en el Sahara Occidental. En abril de 2010, Marruecos le nombró embajador en España, solicitando el placet al Gobierno español, en sustitución de Omar Azziman.